# Königsberger Bierreich

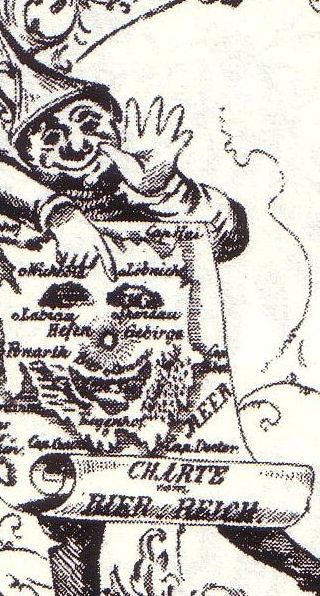
Königsberger Bierreich

In der ersten Hälfte des 19. Jahrhunderts gehörte das fiktive Königsberger Bierreich zum Bier-Comment an der Albertus-Universität. Es spiegelt auch die Stadt- und Brauereigeschichte von Ostpreußens Provinzialhauptstadt wider.

## Bedeutung
Mit der Karte des Bierreichs illustrierte Ludwig Clericus das Lied Sind wir nicht zur Herrlichkeit geboren im Liederbuch der Albertina. Die Karte erschließt sich aus der Geschichte des Corps Masovia und der (berühmten) „Bierroutine“ in Albertinas Burschenbrauch von 1824.
Das Königsberger Bierreich ist eine große Insel im Biermeer, in das sich ihre sechs Vorgebirge erstrecken: Cap Gelehrter (Bierjunge mit 1 Glas Bier), Cap Doktor (mit 2 Glas), Cap Cardinal (mit 3), Cap Papst (mit 4), Cap Hai und Cap Kirchhof. Weitab liegt (links unten) die Insel der „Bierstummen“, die 6 Ganze getrunken haben.

„Der Königsberger Saufkomment, der im Burschenbrauch von 1824 aufgezeichnet worden war, bildete die Grundlage für den Bierkomment der Landsmannschaften, so daß seine Bräuche auch zu Baltia gelangten. Einiges hatte sich allerdings geändert. Bei der Routine kam nach dem Kardinal der Pachollek. Er bedeutete das Leeren eines Stoffgemäßes, während der Papst das Trinken einer Flasche aus einer Stange darstellte. Mußte jedoch die Flasche selbst ohne Glas ausgetrunken werden, so war es der Haevernick. Eine weitere Besonderheit war der Kirchhof. Jeder Paukant mußte die Hälfte des auf den Tischen befindlichen Stoffes austrinken.“

Bei der Bierroutine wurde nur obergäriges Bier getrunken, das aus viel Malz in einer der Brauereien des Löbenichts hergestellt wurde. Das untergärige „bayrische“ Bier wurde von Johann Philipp Schifferdecker eingeführt und in Ponarth und Schönbusch gebraut. Zum Bierreich gehörte natürlich das „Hefengebirge“. Das „Wickbolder Bier“ kam aus dem Dorf Wickbold im Südosten von Königsberg. Die Wickbolder Brauerei an der Bahnstrecke nach Preußisch Eylau stellte gegen Ende des Ersten Weltkrieges die Produktion ein.
Von stärkerer Wirkung waren die heißen Getränke aus dem „Grogsee“ bei Skandau, dem „Punschsee“ bei Labiau und dem „Flibbsee“. Flibb war eine starke heiße Bowle aus Warmbier und Rum. Wer dem allen standgehalten, wurde vom 90-prozentigen „Tiegenhöfer Neunkraft“ (aus der Danziger Weichselniederung) schließlich doch umgeworfen.
Der „Tabakswald“ und das „Fleckmoor“ schließen die Genüsse ab: Rinderfleck ist ein ostpreußisches Gericht, dass man als heiße Brühe aus fein gehackten Gedärmen besonders gern nach Kneipen zu sich nahm.

### Die anderen Illustrationen
Das Bild vor dem Lied verweist auf die in Vers 2 und 3 eingesetzten acht Chargen oder Machthaber des Bierreichs.
Die dritte, rechts oben stehende Karte von Europa zeigt den Deutschen Bund nur mit Frankfurt am Main, Bronnzell (8. November 1850) und Olmütz (29. November 1850).
Auf dem vierten Bild sitzen zwei übermütige Studenten auf einem zierlichen Rokokosofa vor dem säulenreichen Tempel des Olymp und weisen die Nektar und Ambrosia kredenzende Hebe spöttisch ab.

### Sind wir nicht zur Herrlichkeit geboren

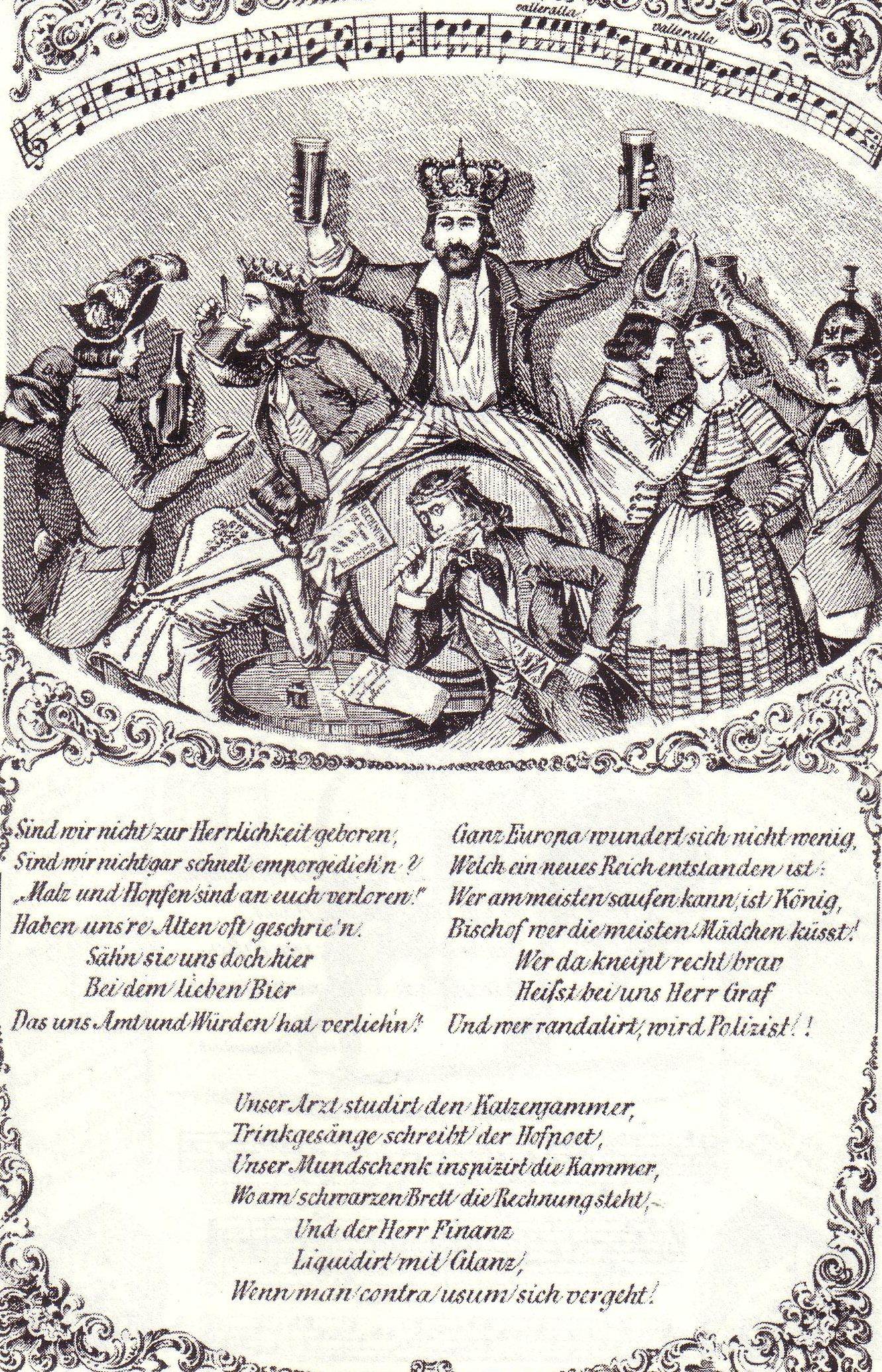
Die Machthaber des Bierreichs
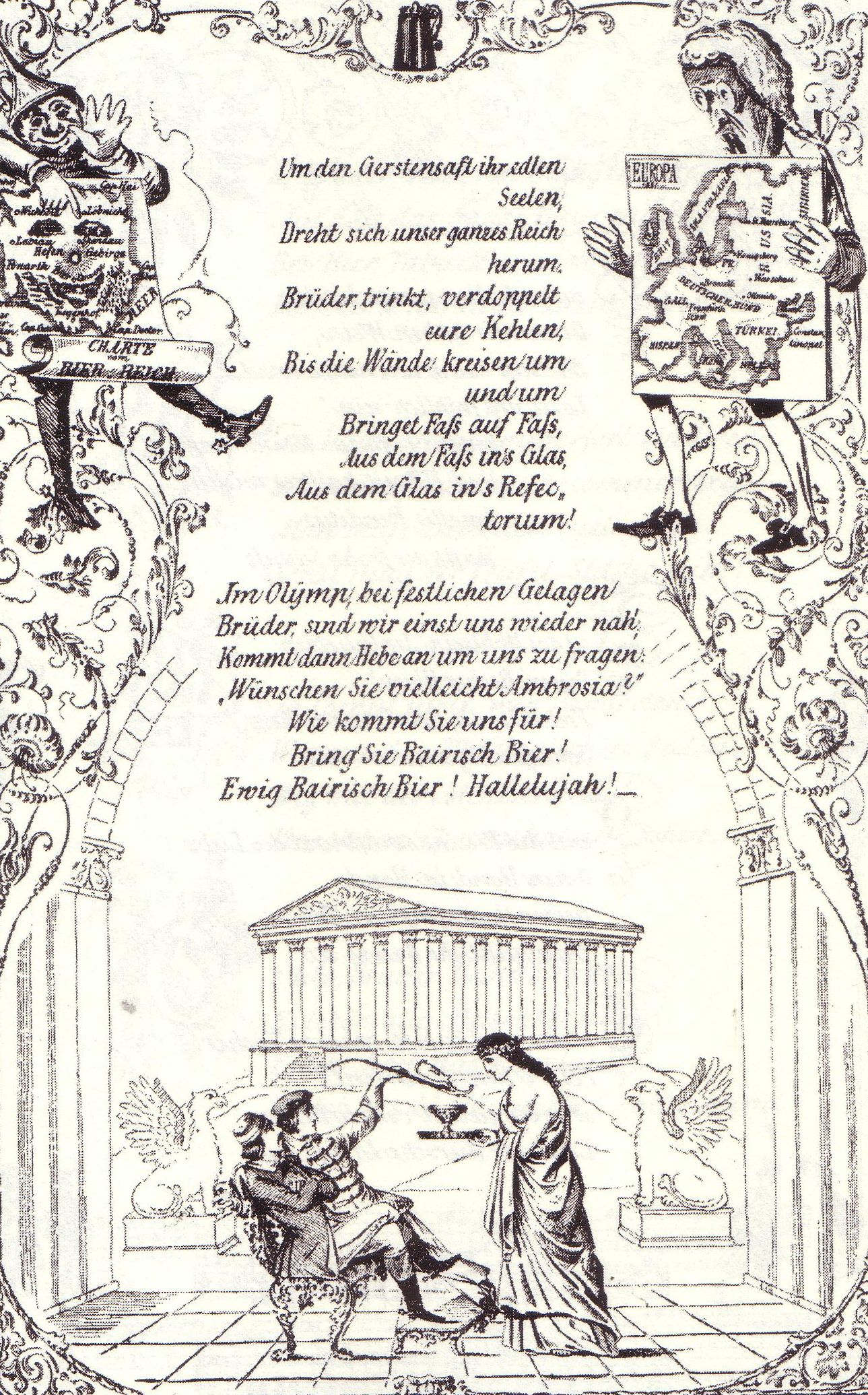
Bierreich, Europa und Olymp